# Danh sách di sản văn hóa Tây Ban Nha được quan tâm ở tỉnh Cáceres
Danh sách di sản văn hóa Tây Ban Nha được quan tâm ở Cáceres (tỉnh).

## Di tích theo các thành phố khác nhau
| Tên         | Dạng                                             | Địa điểm                                            | Tọa độ                                        | Số hồ sơ tham khảo? | Ngày nhận danh hiệu?      | Hình ảnh                       |
| ----------- | ------------------------------------------------ | --------------------------------------------------- | --------------------------------------------- | ------------------- | ------------------------- | ------------------------------ |
| A fala      | Di sản phi vật thể Nhóm ngôn ngữ Rôman bị cô lập | San Martín de Trevejo, Valverde del Fresno và Eljas |                                               |                     | ngày 20 tháng 3 năm 2001  | Upload image                   |
| Valle Jerte | Địa điểm lịch sử                                 | Municipios del Valle del Jerte                      | 40°08′23″B 5°52′50″T / 40,139753°B 5,880564°T | RI-54-0000046       | ngày 14 tháng 12 năm 1973 | Valle del Jerte · Upload image |

## Di tích theo thành phố

### A

#### Abadía
| Tên                   | Dạng                             | Địa điểm | Tọa độ                                       | Số hồ sơ tham khảo? | Ngày nhận danh hiệu?    | Hình ảnh                           |
| --------------------- | -------------------------------- | -------- | -------------------------------------------- | ------------------- | ----------------------- | ---------------------------------- |
| Cung điện Sotofermoso | Di tích Cung điện pháo đài       | Abadía   | 40°15′39″B 5°58′27″T / 40,26091°B 5,974224°T | RI-51-0000491       | ngày 3 tháng 6 năm 1931 | La Abadía · Upload image           |
| Cung điện Sotofermoso | Jardín histórico Kiểu: Phục Hưng | Abadía   | 40°15′39″B 5°58′27″T / 40,26091°B 5,974224°T | RI-52-0000005       | ngày 3 tháng 6 năm 1931 | Jardín de la Abadía · Upload image |

#### Alcuéscar
| Tên                         | Dạng                          | Địa điểm  | Tọa độ                                        | Số hồ sơ tham khảo? | Ngày nhận danh hiệu?     | Hình ảnh                                          |
| --------------------------- | ----------------------------- | --------- | --------------------------------------------- | ------------------- | ------------------------ | ------------------------------------------------- |
| Nhà thờ Santa Lucía Trampal | Di tích Arquitectura visigoda | Alcuéscar | 39°09′10″B 6°13′21″T / 39,152673°B 6,222572°T | RI-51-0004947       | ngày 5 tháng 10 năm 1983 | Iglesia de Santa Lucía del Trampal · Upload image |

#### Alcántara
| Tên                                      | Dạng                       | Địa điểm  | Tọa độ                                        | Số hồ sơ tham khảo? | Ngày nhận danh hiệu?     | Hình ảnh                                                      |
| ---------------------------------------- | -------------------------- | --------- | --------------------------------------------- | ------------------- | ------------------------ | ------------------------------------------------------------- |
| Tu viện San Benito Alcántara             | Di tích                    | Alcántara |                                               | RI-51-0000131       | ngày 16 tháng 3 năm 1914 | Ex-convento de San Benito · Upload image                      |
| Nhà thờ Parroquial Santa María Almocóvar | Di tích Kiến trúc tôn giáo | Alcántara | 39°43′14″B 6°53′15″T / 39,720424°B 6,887446°T | RI-51-0005011       | ngày 8 tháng 5 năm 1987  | Iglesia Parroquial de Santa María de Almocóvar · Upload image |
| Puente Alcántara                         | Di tích Cầu Roma           | Alcántara | 39°43′22″B 6°53′34″T / 39,722702°B 6,892805°T | RI-51-0000299       | ngày 13 tháng 8 năm 1924 | Puente de Alcántara · Upload image                            |

#### Aldea del Cano
| Tên                                  | Dạng                                                      | Địa điểm       | Tọa độ                                        | Số hồ sơ tham khảo? | Ngày nhận danh hiệu?     | Hình ảnh                             |
| ------------------------------------ | --------------------------------------------------------- | -------------- | --------------------------------------------- | ------------------- | ------------------------ | ------------------------------------ |
| Lâu đài Mayoralgo (Lâu đài Garabato) | Di tích Kiến trúc quân sự Lâu đài Tình trạng: Đang đổ nát | Aldea del Cano | 39°18′38″B 6°19′27″T / 39,310521°B 6,324157°T | n/d                 | ngày 22 tháng 4 năm 1949 | Castillo de Mayoralgo · Upload image |

#### Almoharín
| Tên                              | Dạng    | Địa điểm  | Tọa độ                                        | Số hồ sơ tham khảo? | Ngày nhận danh hiệu?      | Hình ảnh                                           |
| -------------------------------- | ------- | --------- | --------------------------------------------- | ------------------- | ------------------------- | -------------------------------------------------- |
| Nhà thờ San Salvador (Almoharín) | Di tích | Almoharín | 39°10′35″B 6°02′43″T / 39,176526°B 6,045249°T | RI-51-0004297       | ngày 27 tháng 10 năm 1978 | Iglesia de San Salvador (Almoharin) · Upload image |

#### Arroyo de la Luz
| Tên                                          | Dạng    | Địa điểm         | Tọa độ                                       | Số hồ sơ tham khảo? | Ngày nhận danh hiệu?     | Hình ảnh     |
| -------------------------------------------- | ------- | ---------------- | -------------------------------------------- | ------------------- | ------------------------ | ------------ |
| Nhà thờ Nuestra Señora Asunción (Arroyo Luz) | Di tích | Arroyo de la Luz | 39°29′03″B 6°35′06″T / 39,48403°B 6,584995°T | RI-51-0004514       | ngày 20 tháng 8 năm 1981 | Upload image |

### B

#### Baños de Montemayor
| Tên                        | Dạng              | Địa điểm            | Tọa độ                                        | Số hồ sơ tham khảo? | Ngày nhận danh hiệu?     | Hình ảnh                                        |
| -------------------------- | ----------------- | ------------------- | --------------------------------------------- | ------------------- | ------------------------ | ----------------------------------------------- |
| Balneario Baños Montemayor | Di tích Balneario | Baños de Montemayor | 40°19′13″B 5°51′27″T / 40,320155°B 5,857607°T | RI-51-0007012       | ngày 10 tháng 1 năm 1995 | Balneario de Baños de Montemayor · Upload image |

#### Belvís de Monroy
| Tên                              | Dạng    | Địa điểm         | Tọa độ | Số hồ sơ tham khảo? | Ngày nhận danh hiệu?    | Hình ảnh     |
| -------------------------------- | ------- | ---------------- | ------ | ------------------- | ----------------------- | ------------ |
| Nhà thờ Santiago (Belvis Monroy) | Di tích | Belvís de Monroy |        | RI-51-0004212       | ngày 3 tháng 2 năm 1976 | Upload image |

#### Berzocana
| Tên                                   | Dạng    | Địa điểm  | Tọa độ | Số hồ sơ tham khảo? | Ngày nhận danh hiệu?      | Hình ảnh                                                |
| ------------------------------------- | ------- | --------- | ------ | ------------------- | ------------------------- | ------------------------------------------------------- |
| Nhà thờ San Juan Bautista (Berzocana) | Di tích | Berzocana |        | RI-51-0004258       | ngày 28 tháng 10 năm 1977 | Iglesia de San Juan Bautista (Berzocana) · Upload image |

#### Bohonal de Ibor
| Tên          | Dạng        | Địa điểm        | Tọa độ                                        | Số hồ sơ tham khảo? | Ngày nhận danh hiệu?    | Hình ảnh                                           |
| ------------ | ----------- | --------------- | --------------------------------------------- | ------------------- | ----------------------- | -------------------------------------------------- |
| Augustobriga | Khu khảo cổ | Bohonal de Ibor | 39°48′24″B 5°28′56″T / 39,806745°B 5,482245°T | RI-55-0000015       | ngày 3 tháng 6 năm 1931 | Ruinas Romanas de Talavera la Vieja · Upload image |

#### Brozas
| Tên                                         | Dạng                       | Địa điểm | Tọa độ                                        | Số hồ sơ tham khảo? | Ngày nhận danh hiệu?      | Hình ảnh                                         |
| ------------------------------------------- | -------------------------- | -------- | --------------------------------------------- | ------------------- | ------------------------- | ------------------------------------------------ |
| Nhà thờ Santa María Mayor Asunción (Brozas) | Di tích Kiến trúc tôn giáo | Brozas   | 39°36′43″B 6°46′47″T / 39,611895°B 6,779828°T | RI-51-0006836       | ngày 11 tháng 11 năm 1988 | Iglesia Parroquial de la Asunción · Upload image |

### C

#### Cabezuela del Valle
| Tên                                          | Dạng                 | Địa điểm            | Tọa độ                                        | Số hồ sơ tham khảo? | Ngày nhận danh hiệu?     | Hình ảnh                                                                 |
| -------------------------------------------- | -------------------- | ------------------- | --------------------------------------------- | ------------------- | ------------------------ | ------------------------------------------------------------------------ |
| Quần thể Histórico localidad Cabezuela Valle | Khu phức hợp lịch sử | Cabezuela del Valle | 40°11′36″B 5°48′24″T / 40,193315°B 5,806639°T | RI-53-0000345       | ngày 21 tháng 4 năm 1998 | Conjunto Histórico de la localidad de Cabezuela del Valle · Upload image |

#### Cáceres, Tây Ban Nha
| Tên                                         | Dạng                                    | Địa điểm                                       | Tọa độ                                        | Số hồ sơ tham khảo? | Ngày nhận danh hiệu?      | Hình ảnh                                                                                                 |
| ------------------------------------------- | --------------------------------------- | ---------------------------------------------- | --------------------------------------------- | ------------------- | ------------------------- | --- |
| Lưu trữ lịch sử Provincial Cáceres          | Lưu trữ                                 | Cáceres                                        | 39°28′31″B 6°22′14″T / 39,475204°B 6,370442°T | RI-AR-0000021       | ngày 10 tháng 11 năm 1997 | Archivo Histórico Provincial de Cáceres · Upload image                                                   |
| Thư viện Pública Estado                     | Thư viện                                | Cáceres Calle Alfonso IX, 26                   | 39°28′23″B 6°22′36″T / 39,473156°B 6,376657°T | RI-BI-0000031       | ngày 25 tháng 6 năm 1985  | Biblioteca Pública del Estado · Upload image                                                             |
| Cung điện Veletas                           | Di tích Kiến trúc dân sự Cung điện      | Cáceres                                        | 39°28′22″B 6°22′13″T / 39,472745°B 6,370308°T | RI-51-0000489       | ngày 3 tháng 6 năm 1931   | Casa de las Veletas · Upload image                                                                       |
| Nhà Mudéjar Cuesta Aldana                   | Di tích                                 | Cáceres, Tây Ban Nha                           |                                               | RI-51-0000490       | ngày 3 tháng 6 năm 1931   | Upload image                                                                                             |
| Nhà thờ San Francisco Javier (Cáceres)      | Di tích Nhà thờ/Convento                | Cáceres, Tây Ban Nha                           | 39°28′25″B 6°22′16″T / 39,47372°B 6,370992°T  | RI-51-0011183       | ngày 12 tháng 2 năm 2004  | Convento de la Preciosa Sangre, Casa del Sol e Iglesia Conventual de San Francisco Javier · Upload image |
| Hang Maltravieso                            | Di tích                                 | Cáceres, Tây Ban Nha                           | 39°27′27″B 6°22′15″T / 39,457449°B 6,370893°T | RI-51-0001447       | ngày 25 tháng 4 năm 1963  | Cueva de Maltravieso · Upload image                                                                      |
| Concatedral Santa María Cáceres             | Di tích Nhà thờ/Catedral                | Cáceres, Tây Ban Nha                           | 39°28′31″B 6°22′12″T / 39,475343°B 6,369989°T | RI-51-0000487       | ngày 3 tháng 6 năm 1931   | Iglesia Parroquial de Santa María (Concatedral) · Upload image                                           |
| Nhà ở avenida España (Cáceres)              | Di tích                                 | Cáceres, Tây Ban Nha                           | 39°28′17″B 6°22′37″T / 39,471298°B 6,376884°T | RI-51-0007147       | ngày 30 tháng 11 năm 1993 | Inmueble Num. 13 de la Avenida de España · Upload image                                                  |
| Tường thành                                 | Di tích Tường thành                     | Cáceres, Tây Ban Nha                           | 39°28′30″B 6°22′15″T / 39,4749°B 6,370972°T   | RI-51-0000351       | ngày 25 tháng 8 năm 1930  | Murallas · Upload image                                                                                  |
| Bảo tàng Provincial Bellas Artes (Cáceres)  | Di tích                                 | Cáceres, Tây Ban Nha                           |                                               | RI-51-0001337       | ngày 1 tháng 3 năm 1962   | Upload image                                                                                             |
| Oratorio-Enfermería San Pedro Alcántara     | Di tích                                 | Cáceres, Tây Ban Nha                           |                                               | RI-51-0007000       | ngày 30 tháng 11 năm 1990 | Upload image                                                                                             |
| Cung điện Camarena hay Cung điện Carvajales | Di tích                                 | Cáceres, Tây Ban Nha                           | 39°28′33″B 6°22′21″T / 39,47585°B 6,372497°T  | RI-51-0007267       | ngày 30 tháng 6 năm 1992  | Upload image                                                                                             |
| Cung điện Golfines Abajo                    | Di tích Cung điện                       | Cáceres, Tây Ban Nha                           | 39°28′27″B 6°22′12″T / 39,474034°B 6,370127°T | RI-51-0000488       | ngày 3 tháng 6 năm 1931   | Palacio de los Golfines de Abajo · Upload image                                                          |
| Cung điện Golfines Arriba                   | Di tích Cung điện                       | Cáceres, Tây Ban Nha                           | 39°28′24″B 6°22′18″T / 39,473347°B 6,371751°T | RI-51-0004263       | ngày 16 tháng 12 năm 1977 | Palacio de los Golfines de Arriba · Upload image                                                         |
| Quảng trường Toros Cáceres                  | Di tích Kiến trúc dân sự Plaza de toros | Cáceres                                        | 39°28′49″B 6°22′32″T / 39,480291°B 6,375595°T | RI-51-0005444       | ngày 10 tháng 3 năm 1992  | Plaza de Toros de Cáceres · Upload image                                                                 |
| Quần thể Monumental Cáceres                 | Khu phức hợp lịch sử                    | Cáceres, Tây Ban Nha                           | 39°28′36″B 6°22′11″T / 39,476686°B 6,369697°T | RI-53-0000016       | ngày 21 tháng 1 năm 1949  | Conjunto Monumental de Cáceres · Upload image                                                            |
| Cung điện Abrantes (Cáceres)                | Khu phức hợp lịch sử                    | Cáceres, Tây Ban Nha                           | 39°28′34″B 6°22′14″T / 39,475999°B 6,370532°T | RI-53-0000016-00001 | ngày 21 tháng 1 năm 1949  | Upload image                                                                                             |
| Nhà Trucos                                  | Khu phức hợp lịch sử                    | Cáceres, Tây Ban Nha C. General Ezponda        | 39°28′33″B 6°22′21″T / 39,475859°B 6,372481°T | RI-53-0000016-00002 | ngày 21 tháng 1 năm 1949  | Casa de los Trucos · Upload image                                                                        |
| Castra Cecilia                              | Khu khảo cổ                             | Cáceres, Tây Ban Nha                           |                                               | RI-55-0000017       | ngày 3 tháng 6 năm 1931   | Ruínas de Cáceres El Viejo · Upload image                                                                |
| Nhà Isla                                    | Khu phức hợp lịch sử                    | Cáceres, Tây Ban Nha Plaza de la Concepción, 2 | 39°28′31″B 6°22′23″T / 39,475272°B 6,372988°T | RI-53-0000016-00003 | ngày 21 tháng 1 năm 1949  | Casa de la Isla · Upload image                                                                           |
| Nhà Roca                                    | Khu phức hợp lịch sử                    | Cáceres, Tây Ban Nha                           |                                               | RI-53-0000016-00004 | ngày 21 tháng 1 năm 1949  | Upload image                                                                                             |
| Colegio Viejo San Pedro                     | Khu phức hợp lịch sử                    | Cáceres, Tây Ban Nha                           |                                               | RI-53-0000016-00005 | ngày 21 tháng 1 năm 1949  | Upload image                                                                                             |
| Nhà thờ Santiago (Cáceres)                  | Khu phức hợp lịch sử                    | Cáceres, Tây Ban Nha                           | 39°28′34″B 6°22′10″T / 39,476063°B 6,369426°T | RI-53-0000016-00006 | ngày 21 tháng 1 năm 1949  | Iglesia de Santiago (Cáceres) · Upload image                                                             |
| Tu viện San Francisco Real                  | Khu phức hợp lịch sử                    | Cáceres, Tây Ban Nha                           | 39°28′04″B 6°22′04″T / 39,467767°B 6,36776°T  | RI-53-0000016-00007 | ngày 21 tháng 1 năm 1949  | Convento de San Francisco y la Iglesia · Upload image                                                    |
| Nhà hoangl Espíritu Santo (Cáceres)         | Khu phức hợp lịch sử                    | Cáceres, Tây Ban Nha                           |                                               | RI-53-0000016-00008 | ngày 21 tháng 1 năm 1949  | Upload image                                                                                             |
| Mộ Nuestra Señora Montaña                   | Khu phức hợp lịch sử                    | Cáceres, Tây Ban Nha                           |                                               | RI-53-0000016-00009 | ngày 21 tháng 1 năm 1949  | Santuario de Nuestra Sra. de la Montaña · Upload image                                                   |

#### Casar de Cáceres
| Tên                                             | Dạng    | Địa điểm         | Tọa độ | Số hồ sơ tham khảo? | Ngày nhận danh hiệu? | Hình ảnh     |
| ----------------------------------------------- | ------- | ---------------- | ------ | ------------------- | -------------------- | ------------ |
| Nhà thờ Nuestra Señora Asunción (Casar Cáceres) | Di tích | Casar de Cáceres |        | RI-51-0007155       | 17-12-1991           | Upload image |

#### Casatejada
| Tên                                       | Dạng    | Địa điểm   | Tọa độ | Số hồ sơ tham khảo? | Ngày nhận danh hiệu? | Hình ảnh                                         |
| ----------------------------------------- | ------- | ---------- | ------ | ------------------- | -------------------- | ------------------------------------------------ |
| Nhà thờ San Pedro ad Vincula (Casatejada) | Di tích | Casatejada |        | RI-51-0001632       | 25-02-1965           | Iglesia de San Pedro "Ad Vincula" · Upload image |

#### Coria, Cáceres
| Tên                     | Dạng                 | Địa điểm       | Tọa độ                                        | Số hồ sơ tham khảo? | Ngày nhận danh hiệu?    | Hình ảnh                                       |
| ----------------------- | -------------------- | -------------- | --------------------------------------------- | ------------------- | ----------------------- | ---------------------------------------------- |
| Nhà hoang Virgen Argeme | Di tích              | Coria, Cáceres |                                               | RI-51-0004841       | 30-03-1983              | Ermita de la Virgen de Argeme · Upload image   |
| Recinto Murado (Coria)  | Khu khảo cổ          | Coria, Cáceres |                                               | RI-55-0000014       | ngày 3 tháng 6 năm 1931 | Recinto Murado (Coria) · Upload image          |
| Coria, Cáceres          | Khu phức hợp lịch sử | Coria, Cáceres | 39°59′00″B 6°32′11″T / 39,983302°B 6,536425°T | RI-53-0000432       | 25-05-1993              | Ciudad de Coria · Upload image                 |
| Nhà thờ Coria           | Di tích              | Coria, Cáceres | 39°58′56″B 6°32′13″T / 39,982193°B 6,536897°T | RI-51-0000483       | ngày 3 tháng 6 năm 1931 | Iglesia Catedral de la Asunción · Upload image |
| Lâu đài Coria           | Di tích              | Coria, Cáceres | 39°59′04″B 6°32′12″T / 39,984322°B 6,536543°T | RI-51-0006066       | 23-01-1989              | Castillo de Coria · Upload image               |

#### Cuacos de Yuste
| Tên           | Dạng             | Địa điểm        | Tọa độ                                        | Số hồ sơ tham khảo? | Ngày nhận danh hiệu?    | Hình ảnh                           |
| ------------- | ---------------- | --------------- | --------------------------------------------- | ------------------- | ----------------------- | ---------------------------------- |
| Tu viện Yuste | Di tích          | Cuacos de Yuste | 40°06′48″B 5°44′22″T / 40,113346°B 5,739477°T | RI-51-0000492       | ngày 3 tháng 6 năm 1931 | Monasterio de Yuste · Upload image |
| Cuacos Yuste  | Địa điểm lịch sử | Cuacos de Yuste | 40°06′19″B 5°43′23″T / 40,105321°B 5,723158°T | RI-54-0000012       | 26-02-1959              | Cuacos de Yuste · Upload image     |

### E

#### Eljas
| Tên           | Dạng    | Địa điểm | Tọa độ | Số hồ sơ tham khảo? | Ngày nhận danh hiệu? | Hình ảnh                         |
| ------------- | ------- | -------- | ------ | ------------------- | -------------------- | -------------------------------- |
| Lâu đài Eljas | Di tích | Eljas    |        | RI-51-0004236       | 29-10-1976           | Castillo de Eljas · Upload image |

### G

#### Galisteo, Cáceres
| Tên               | Dạng                 | Địa điểm | Tọa độ                                        | Số hồ sơ tham khảo? | Ngày nhận danh hiệu? | Hình ảnh                |
| ----------------- | -------------------- | -------- | --------------------------------------------- | ------------------- | -------------------- | ----------------------- |
| Galisteo, Cáceres | Khu phức hợp lịch sử | Galisteo | 39°58′34″B 6°16′02″T / 39,976249°B 6,267271°T | RI-53-0000367       | 03-09-1991           | Galisteo · Upload image |

#### Garciaz
| Tên                                | Dạng    | Địa điểm | Tọa độ | Số hồ sơ tham khảo? | Ngày nhận danh hiệu? | Hình ảnh     |
| ---------------------------------- | ------- | -------- | ------ | ------------------- | -------------------- | ------------ |
| Nhà thờ Santiago Apóstol (Garciaz) | Di tích | Garciaz  |        | RI-51-0004252       | 01-07-1977           | Upload image |

#### Garganta la Olla
| Tên                                 | Dạng                 | Địa điểm         | Tọa độ                                        | Số hồ sơ tham khảo? | Ngày nhận danh hiệu? | Hình ảnh                                                            |
| ----------------------------------- | -------------------- | ---------------- | --------------------------------------------- | ------------------- | -------------------- | ------------------------------------------------------------------- |
| Nhà thờ San Lorenzo (Garganta Olla) | Di tích              | Garganta la Olla | 40°06′39″B 5°46′37″T / 40,110833°B 5,776944°T | RI-51-0006922       | 22-12-1989           | Iglesia Parroquial de San Lorenzo (Garganta la Olla) · Upload image |
| Villa Garganta Olla                 | Khu phức hợp lịch sử | Garganta la Olla | 40°06′41″B 5°46′35″T / 40,111344°B 5,776325°T | RI-53-0000214       | 10-02-1978           | Villa de Garganta de la Olla · Upload image                         |

#### Garrovillas de Alconétar
| Tên                               | Dạng    | Địa điểm                           | Tọa độ                                        | Số hồ sơ tham khảo? | Ngày nhận danh hiệu?    | Hình ảnh                           |
| --------------------------------- | ------- | ---------------------------------- | --------------------------------------------- | ------------------- | ----------------------- | ---------------------------------- |
| Puente Alconétar                  | Di tích | Garrovillas de Alconétar Alconétar | 39°45′14″B 6°26′14″T / 39,753838°B 6,437345°T | RI-51-0000486       | ngày 3 tháng 6 năm 1931 | Puente de Alconétar · Upload image |
| Tu viện San Antonio (Garrovillas) | Di tích | Garrovillas de Alconétar           |                                               | RI-51-0007140       | 22-10-1991              | Upload image                       |

#### Gata (Cáceres)
| Tên                               | Dạng                 | Địa điểm       | Tọa độ                                      | Số hồ sơ tham khảo? | Ngày nhận danh hiệu? | Hình ảnh                                                  |
| --------------------------------- | -------------------- | -------------- | ------------------------------------------- | ------------------- | -------------------- | --------------------------------------------------------- |
| Quần thể histórico Localidad Gata | Khu phức hợp lịch sử | Gata (Cáceres) | 40°14′16″B 6°35′48″T / 40,237736°B 6,5967°T | RI-53-0000307       | 21-03-1995           | Conjunto histórico de la Localidad de Gata · Upload image |

#### Guadalupe, Cáceres
| Tên                                            | Dạng                 | Địa điểm           | Tọa độ                                       | Số hồ sơ tham khảo? | Ngày nhận danh hiệu?    | Hình ảnh                                                             |
| ---------------------------------------------- | -------------------- | ------------------ | -------------------------------------------- | ------------------- | ----------------------- | -------------------------------------------------------------------- |
| Real Tu viện Santa María Guadalupe             | Di tích              | Guadalupe, Cáceres | 39°27′10″B 5°19′39″T / 39,452778°B 5,3275°T  | RI-51-0000024       | 01-03-1879              | Real Monasterio de Santa María de Guadalupe · Upload image           |
| Quần thể Histórico Artístico poblado Guadalupe | Khu phức hợp lịch sử | Guadalupe, Cáceres | 39°27′04″B 5°19′36″T / 39,451007°B 5,32676°T | RI-53-0000009       | 27-09-1943              | Conjunto Histórico Artístico del poblado de Guadalupe · Upload image |
| Nhà hoangl Humilladero (Guadalupe)             | Di tích              | Guadalupe, Cáceres |                                              | RI-51-0000425       | ngày 3 tháng 6 năm 1931 | Upload image                                                         |
| Granja Mirabel                                 | Di tích              | Guadalupe, Cáceres |                                              | RI-51-0000943       | ngày 3 tháng 6 năm 1931 | Granja Mirabel · Upload image                                        |
| Granja Valdefuentes                            | Di tích              | Guadalupe, Cáceres |                                              | RI-51-0001118       | ngày 3 tháng 6 năm 1931 | Upload image                                                         |

### H

#### Hervás
| Tên                 | Dạng                 | Địa điểm | Tọa độ | Số hồ sơ tham khảo? | Ngày nhận danh hiệu? | Hình ảnh                              |
| ------------------- | -------------------- | -------- | ------ | ------------------- | -------------------- | ------------------------------------- |
| Barrio Judío Hervás | Khu phức hợp lịch sử | Hervás   |        | RI-53-0000101       | 13-02-1969           | Barrio Judío de Hervás · Upload image |

### J

#### Jaraíz de la Vera
| Tên                            | Dạng    | Địa điểm          | Tọa độ                                     | Số hồ sơ tham khảo? | Ngày nhận danh hiệu? | Hình ảnh                                            |
| ------------------------------ | ------- | ----------------- | ------------------------------------------ | ------------------- | -------------------- | --------------------------------------------------- |
| Nhà thờ Santa María Altagracia | Di tích | Jaraíz de la Vera | 40°03′37″B 5°45′18″T / 40,060278°B 5,755°T | RI-51-0006989       | 16-11-1990           | Iglesia de Santa María de Altagracia · Upload image |

### L

#### Logrosán
| Tên                  | Dạng        | Địa điểm | Tọa độ | Số hồ sơ tham khảo? | Ngày nhận danh hiệu?    | Hình ảnh     |
| -------------------- | ----------- | -------- | ------ | ------------------- | ----------------------- | ------------ |
| Ruínas San Cristóbal | Khu khảo cổ | Logrosán |        | RI-55-0000019       | ngày 3 tháng 6 năm 1931 | Upload image |

### M

#### Madrigalejo
| Tên                      | Dạng    | Địa điểm    | Tọa độ | Số hồ sơ tham khảo? | Ngày nhận danh hiệu? | Hình ảnh     |
| ------------------------ | ------- | ----------- | ------ | ------------------- | -------------------- | ------------ |
| Tàn tích Nhà Santa María | Di tích | Madrigalejo |        | RI-51-0004411       | 22-02-1980           | Upload image |

#### Malpartida de Cáceres
| Tên           | Dạng             | Địa điểm              | Tọa độ                                        | Số hồ sơ tham khảo? | Ngày nhận danh hiệu? | Hình ảnh                                 |
| ------------- | ---------------- | --------------------- | --------------------------------------------- | ------------------- | -------------------- | ---------------------------------------- |
| Los Barruecos | Địa điểm lịch sử | Malpartida de Cáceres | 39°25′34″B 6°29′42″T / 39,426149°B 6,494937°T | RI-54-0000077       | 23-07-1991           | Lavadero de los Barruecos · Upload image |

#### Miajadas
| Tên                         | Dạng    | Địa điểm | Tọa độ | Số hồ sơ tham khảo? | Ngày nhận danh hiệu? | Hình ảnh     |
| --------------------------- | ------- | -------- | ------ | ------------------- | -------------------- | ------------ |
| Nhà thờ Santiago (Miajadas) | Di tích | Miajadas |        | RI-51-0008698       | 07-03-1994           | Upload image |

### O

#### Oliva de Plasencia
| Tên                   | Dạng                  | Địa điểm                   | Tọa độ                                        | Số hồ sơ tham khảo? | Ngày nhận danh hiệu?    | Hình ảnh                                 |
| --------------------- | --------------------- | -------------------------- | --------------------------------------------- | ------------------- | ----------------------- | ---------------------------------------- |
| Cáparra#Arco Romano   | Di tích Di tích La Mã | Oliva de Plasencia Cáparra | 40°10′00″B 6°06′05″T / 40,166705°B 6,10132°T  | RI-51-0000484       | ngày 3 tháng 6 năm 1931 | Arco Romano de Cáparra · Upload image    |
| Puente Romano Cáparra | Di tích Di tích La Mã | Oliva de Plasencia Cáparra | 40°10′14″B 6°06′09″T / 40,170608°B 6,102571°T | RI-51-0000485       | ngày 3 tháng 6 năm 1931 | Puente Romano de Cáparra · Upload image  |
| Cáparra               | Khu khảo cổ           | Oliva de Plasencia Cáparra | 40°10′01″B 6°06′04″T / 40,166944°B 6,101111°T | RI-55-0000016       | ngày 3 tháng 6 năm 1931 | Ruínas Romanas de Cáparra · Upload image |

### P

#### Pasarón de la Vera
| Tên                             | Dạng                 | Địa điểm           | Tọa độ                                        | Số hồ sơ tham khảo? | Ngày nhận danh hiệu? | Hình ảnh                                             |
| ------------------------------- | -------------------- | ------------------ | --------------------------------------------- | ------------------- | -------------------- | ---------------------------------------------------- |
| Quần thể Histórico Pasarón Vera | Khu phức hợp lịch sử | Pasarón de la Vera | 40°03′08″B 5°49′16″T / 40,052232°B 5,821155°T | RI-53-0000433       | 21-07-1998           | Conjunto Histórico Pasaron de la Vera · Upload image |

#### Plasencia
| Tên                               | Dạng                      | Địa điểm  | Tọa độ                                        | Số hồ sơ tham khảo? | Ngày nhận danh hiệu?    | Hình ảnh |
| --------------------------------- | ------------------------- | --------- | --------------------------------------------- | ------------------- | ----------------------- | --- |
| Nhà thờ Plasencia                 | Di tích Catedral          | Plasencia | 40°01′40″B 6°05′28″T / 40,027778°B 6,091111°T | RI-51-0000482       | ngày 3 tháng 6 năm 1931 | Catedral de Santa María (catedrales Vieja y Nueva) · Upload image |
| Quần thể Histórico Plasencia      | Khu phức hợp lịch sử      | Plasencia | 40°01′46″B 6°05′26″T / 40,029545°B 6,090492°T | RI-53-0000028       | 20-06-1958              | Conjunto Histórico de Plasencia · Upload image |
| Tu viện Santo Domingo (Plasencia) | Di tích Tu viện e iglesia | Plasencia | 40°01′46″B 6°05′38″T / 40,029401°B 6,093974°T |                     | 17-02-1983              | Convento de Santo Domingo o de San Vicente Ferrer (act., Parador Nacional de Turismno -convento- y Exposición permanente de pasos de semana santa -iglesia-) · Upload image |
| Nhà thờ Parroquial San Nicolás    | Di tích Nhà thờ           | Plasencia |                                               |                     | 05-08-1982              | Upload image |
| Nhà thờ Salvador (Plasencia)      | Di tích Nhà thờ           | Plasencia |                                               |                     | 05-08-1982              | Iglesia del Salvador (Plasencia) · Upload image |
| Mộ Nuestra Señora Puerto          | Di tích Santuario         | Plasencia |                                               |                     | 05-08-1982              | Santuario de Nuestra Señora del Puerto · Upload image |
| Palacio Carvajal-Girón            | Di tích                   | Plasencia | 40°01′44″B 6°05′29″T / 40,028908°B 6,091495°T | -                   | 23-12-2013              | Upload image |
| Cung điện Mirabel                 | Di tích                   | Plasencia | 40°01′43″B 6°05′32″T / 40,028592°B 6,092284°T | RI-51-0004261       | 09-12-1977              | Palacio de Mirabel · Upload image |
| Quảng trường Toros                | Di tích Cung điện đấu bò  | Plasencia |                                               | RI-51-0005443       | 10-05-1988              | Upload image |

### R

#### Robledillo de Gata
| Tên             | Dạng                 | Địa điểm           | Tọa độ                                        | Số hồ sơ tham khảo? | Ngày nhận danh hiệu? | Hình ảnh                                       |
| --------------- | -------------------- | ------------------ | --------------------------------------------- | ------------------- | -------------------- | ---------------------------------------------- |
| Robledillo Gata | Khu phức hợp lịch sử | Robledillo de Gata | 40°19′21″B 6°28′16″T / 40,322598°B 6,471044°T | RI-53-0000430       | 07-03-1994           | Localidad de Robledillo de Gata · Upload image |

### S

#### Santa Cruz de la Sierra, Cáceres
| Tên                      | Dạng                       | Địa điểm                | Tọa độ                                       | Số hồ sơ tham khảo? | Ngày nhận danh hiệu?    | Hình ảnh                               |
| ------------------------ | -------------------------- | ----------------------- | -------------------------------------------- | ------------------- | ----------------------- | -------------------------------------- |
| Nhà thờ Vera Cruz        | Di tích Kiến trúc tôn giáo | Santa Cruz de la Sierra | 39°20′10″B 5°50′46″T / 39,336104°B 5,84607°T | RI-51-0003930       | 21-02-1974              | Iglesia de la Vera Cruz · Upload image |
| Ruinas Sierra Santa Cruz | Khu khảo cổ                | Santa Cruz de la Sierra |                                              | RI-55-0000018       | ngày 3 tháng 6 năm 1931 | Upload image                           |

#### Serradilla
| Tên                               | Dạng    | Địa điểm   | Tọa độ | Số hồ sơ tham khảo? | Ngày nhận danh hiệu? | Hình ảnh     |
| --------------------------------- | ------- | ---------- | ------ | ------------------- | -------------------- | ------------ |
| Tu viện Santísimo Cristo Victoria | Di tích | Serradilla |        | RI-51-0004499       | 05-06-1981           | Upload image |

### T

#### Tejeda de Tiétar
| Tên                                       | Dạng    | Địa điểm         | Tọa độ | Số hồ sơ tham khảo? | Ngày nhận danh hiệu? | Hình ảnh     |
| ----------------------------------------- | ------- | ---------------- | ------ | ------------------- | -------------------- | ------------ |
| Đền Parroquial San Miguel (Tejeda Tietar) | Di tích | Tejeda de Tiétar |        | RI-51-0004397       | 13-12-1979           | Upload image |

#### Trujillo, Cáceres
| Tên                                  | Dạng                                             | Địa điểm | Tọa độ                                        | Số hồ sơ tham khảo? | Ngày nhận danh hiệu? | Hình ảnh                                                |
| ------------------------------------ | ------------------------------------------------ | -------- | --------------------------------------------- | ------------------- | -------------------- | ------------------------------------------------------- |
| Cung điện Conquista                  | Di tích Kiến trúc dân sự                         | Trujillo | 39°27′40″B 5°52′51″T / 39,461043°B 5,880777°T | RI-51-0005033       | 27-11-1987           | Casa-palacio del Marqués de la Conquista · Upload image |
| Lâu đài Trujillo                     | Di tích Kiến trúc quân sự Lâu đài                | Trujillo | 39°27′45″B 5°52′57″T / 39,462377°B 5,882565°T | RI-51-0000308       | 07-04-1925           | Castillo de Trujillo · Upload image                     |
| Trujillo, Cáceres                    | Khu phức hợp lịch sử                             | Trujillo | 39°27′34″B 5°52′53″T / 39,45949°B 5,881441°T  | RI-53-0000034       | 05-09-1962           | Ciudad de Trujillo · Upload image                       |
| Nhà thờ Santa María Mayor (Trujillo) | Di tích Kiến trúc tôn giáo Kiểu: Románico tardío | Trujillo | 39°27′38″B 5°53′04″T / 39,460679°B 5,884317°T | RI-51-0001127       | 27-07-1943           | Iglesia de Santa María la Mayor · Upload image          |
| Cung điện San Carlos (Trujillo)      | Di tích Kiến trúc dân sự                         | Trujillo | 39°27′39″B 5°52′51″T / 39,460966°B 5,880769°T | RI-51-0004301       | 10-11-1978           | Palacio de San Carlos · Upload image                    |
| Palacio Juan Pizarro Orellana        | Di tích                                          | Trujillo |                                               | RI-51-0006854       | 17-02-1989           | Upload image                                            |
| Palacio Viejo hay Cadena và Anejos   | Di tích                                          | Trujillo | 39°27′30″B 5°52′53″T / 39,4584°B 5,8814°T     | RI-51-0007178       | 14-01-1992           | Palacio Viejo o de la Cadena y Anejos · Upload image    |

### V

#### Valencia de Alcántara
| Tên                              | Dạng                 | Địa điểm              | Tọa độ                                        | Số hồ sơ tham khảo? | Ngày nhận danh hiệu? | Hình ảnh                                              |
| -------------------------------- | -------------------- | --------------------- | --------------------------------------------- | ------------------- | -------------------- | ----------------------------------------------------- |
| Nhà thờ Nuestra Señora Rocamador | Di tích              | Valencia de Alcántara |                                               | RI-51-0004532       | 30-10-1981           | Upload image                                          |
| Quần thể Dólmenes                | Khu khảo cổ          | Valencia de Alcántara |                                               | RI-55-0000377       | 05-05-1992           | Conjunto de Dólmenes · Upload image                   |
| Barrio Gótico Valencia Alcántara | Khu phức hợp lịch sử | Valencia de Alcántara | 39°24′52″B 7°14′27″T / 39,414306°B 7,240736°T | RI-53-0000480       | 18-03-1997           | Barrio Gótico de Valencia de Alcántara · Upload image |

#### Valverde de la Vera
| Tên                                    | Dạng                 | Địa điểm            | Tọa độ                                        | Số hồ sơ tham khảo? | Ngày nhận danh hiệu? | Hình ảnh                                                          |
| -------------------------------------- | -------------------- | ------------------- | --------------------------------------------- | ------------------- | -------------------- | ----------------------------------------------------------------- |
| Quần thể Histórico Villa Valverde Vera | Khu phức hợp lịch sử | Valverde de la Vera | 40°07′22″B 5°29′40″T / 40,122847°B 5,494473°T | RI-53-0000120       | 31-12-1970           | Conjunto Histórico de la Villa de Valverde de Vera · Upload image |

#### Villamiel
| Tên                          | Dạng    | Địa điểm          | Tọa độ | Số hồ sơ tham khảo? | Ngày nhận danh hiệu? | Hình ảnh                                     |
| ---------------------------- | ------- | ----------------- | ------ | ------------------- | -------------------- | -------------------------------------------- |
| Nhà thờ parroquial Villamiel | Di tích | Villamiel Trevejo |        | RI-51-0004704       | 27-09-1982           | Iglesia y Espadaña de Trevejo · Upload image |

#### Villanueva de la Vera
| Tên                                                | Dạng                 | Địa điểm              | Tọa độ                                        | Số hồ sơ tham khảo? | Ngày nhận danh hiệu? | Hình ảnh                                                                         |
| -------------------------------------------------- | -------------------- | --------------------- | --------------------------------------------- | ------------------- | -------------------- | -------------------------------------------------------------------------------- |
| Quần thể Histórico Artístico Villa Villanueva Vera | Khu phức hợp lịch sử | Villanueva de la Vera | 40°07′44″B 5°27′46″T / 40,128803°B 5,462769°T | RI-53-0000277       | 15-12-1982           | Conjunto Histórico Artístico de la Villa de Villanueva de la Vera · Upload image |

### Z

#### Zarza de Granadilla
| Tên                  | Dạng                 | Địa điểm                                 | Tọa độ                                        | Số hồ sơ tham khảo? | Ngày nhận danh hiệu? | Hình ảnh                                                                       |
| -------------------- | -------------------- | ---------------------------------------- | --------------------------------------------- | ------------------- | -------------------- | ------------------------------------------------------------------------------ |
| Granadilla (Cáceres) | Khu phức hợp lịch sử | Zarza de Granadilla Granadilla (Cáceres) | 40°16′06″B 6°06′23″T / 40,268377°B 6,106403°T | RI-53-0000232       | 26-09-1980           | Conjunto Histórico Artístico de la Villa de Zarza de Granadilla · Upload image |

#### Zarza la Mayor
| Tên            | Dạng    | Địa điểm       | Tọa độ | Số hồ sơ tham khảo? | Ngày nhận danh hiệu? | Hình ảnh                         |
| -------------- | ------- | -------------- | ------ | ------------------- | -------------------- | -------------------------------- |
| Fuente Conceja | Di tích | Zarza la Mayor |        | RI-51-0005203       | 26-02-1988           | La Fuente Conceja · Upload image |